# Joso Defrančeski
Joso Defrančeski (Ližnjan, 9. siječnja 1906. – Buenos Aires, sr. 1970-ih), hrvatski novinar, publicist i književnik najpoznatiji je kao autor knjige C. i kr. ratni logori 1914. – 1918. iz 1937. koja je prvi cjelovit prikaz stradanja civila koje su tijekom Prvog svjetskog rata austro-ugarske vlasti iz Južne Istre izgnale u sela Mađarske, Moravske i Češke te u logore Austrije. Od nekoliko desetaka tisuća evakuiranih Istrana tisuće su stradale od gladi, bolesti i nehumanih uvjeta mahom u izbjegličkom logoru Gmünd, u Austriji.
Joso Defrančeski rođen je u Ližnjanu, u Istri (u tadašnjoj Austro-Ugarskoj monarhiji), 9. siječnja 1906. Otac mu je Anton (Antonius-Mario) rođen 1876., radnik u Arsenalu, pulskom vojnom brodogradilištu, a majka Justina, djevojačkog prezimena Mizdarić, rođena 1885. Anton i Justina vjenčali su se 1904. kada im se rodio i prvi sin, Anton (Ante), Josin stariji brat, a treći, najmlađi brat Ivan (Ivica) rođen je 1908. godine.

## C. i kr. ratni logori 1914. – 1918.
U noći sa 17. na 18. svibnja 1915. austro-ugarske vojne vlasti Ližnjancima, ali i stanovnicima ostalih sela Puljštine i Južne Istre izdaju naredbu za iseljavanje. Do 30. svibnja 1915., kada je posljednji vlak s evakuiranim civilima napustio željezničku stanicu u Puli, Joso je s braćom, majkom, didom i babom izgnan iz Istre i smješten najprije u mađarsko selo Kurd, pa u izbjeglički logor u austrijskom Gmündu, te konačno u austrijsko selo Unternalb. U gmündskom logoru od nehumanih uvjeta života, poglavito zaraznih bolesti i gladi te zbog nebrige vlasti stradavaju tisuće „evakuiraca“, najviše Hrvata iz Istre i Ukrajinaca. Obitelj Defrančeski se među prvima vraća iz izgnanstva u ožujku 1918. – u Mađarskoj, u Kurdu, ostaju kosti Josinog dida Martina Mizdarića (veterana Viške bitke iz 1866. godine); u Austriji, u Gmündu ostaju kosti njegovog mlađeg brata Ivice.

## Novinarski rad
U izgnanstvu, u Austriji, Defrančeski je pohađao školu na njemačkom jeziku. Školovanje (završio je gimanziju) nastavlja u tadašnjoj Kraljevini SHS jer je zbog ekonomskih i političkih posljedica talijanske okupacije i sve nasilnije talijanizacije Istre Ližnjan napustio zajedno s obitelji tijekom 1920-ih. 1928. i 1929. godine braća Ante i Joso Defrančeski zajedno su u Dugoj Resi, obojica aktivni u tamošnjem Sokolskom društvu. Upravo ondje Joso stječe iskustvo javnih izlaganja i nastupa, a preko dvotjednika Sokolski glasnik, službenog glasila Jugoslavenskog sokolskog saveza, tiskanog u Ljubljani, upoznaje se i s novinarskim radom. Među prvim (potpisanim) tekstovima mu je „Teatar u Banjaluci“ iz 1930. objavljen u časopisu Kulisa. A prema materijalima pohranjenim u Arhivu Jugoslavije, 1932. godine Joso Defančeski pripravni je član Jugoslavenskog novinarskog udruženja Sekcije Zagreb kao suradnik zagrebačkih Novosti, a prije kojih je pisao i za Sokolski glasnik (iz Ljubljane), Pravdu (iz Beograda) i Novu štampu (iz Banje Luke).

## Varaždin
1933. godine, ponovno za Kulisu Defrančeski piše tekst „60 godišnjica Gradskog kazališta u Varaždinu što navodi na zaključak da se te godine ili nešto ranije već preselio u Varaždin. Defrančeski još 1933. godine u listu Istra, glasilu Saveza jugoslavenskih emigranata iz Julijske krajine, objavljuje dio rukopisa C. i kr. ratni logori 1914. – 1918. pod naslovom „Naša prva emigracija“. 1934. godine spominje se kao član odbora varaždinske Dobrovoljne vatrogasne čete. Iste godine, Defrančeski objavljuje monografiju 70 godina dobrovoljne vatrogasne čete u Varaždinu: 1864. – 1934. U Varaždinu se bavi širim spektrom novinarskih zadataka pa, između ostaloga, uz kulturna i društvena prati i športska događanja. U Varaždinu se 1935. rodio Nenad Defrančeski, sin Jose i Nikice Defrančeski (rođ. Ban, iz Podhuma, današnja Općina Jelenje).

## Odlazak u Argentinu
U Osijeku 1937. Defrančeski konačno daje tiskati C. i kr. ratne logore 1914. – 1918. pri Štampariji Antun Rott, ali krajem 1937. ili početkom 1938. godine odlazi u Argentinu na mjesto „referenta za štampu“  Poslanstva Kraljevine Jugoslavije u Buenos Airesu. Ondje već od 17. veljače 1938. kreće uređivati Našu slogu, „glasilo jugoslovenskih iseljenika u državama Južne Amerike“, tjednik koji, u potpunosti ili dijelom, financijski potpomaže samo poslanstvo tj. Kraljevina Jugoslavija. Riječ je o listu čija je svrha bila da postane krovna tiskovina iseljenika iz svih dijelova tadašnje Kraljevine u svim državama Južne Amerike. Neko vrijeme Defrančeski održava profesionalne veze s domovinom - za zagrebačke Novosti, dnevni list s kojim je surađivao prije odlaska u Argentinu, a koji je izlazio sve do uspostave NDH, izvještava o prijemu hrvatske (jugoslavenske) kulture u Argentini pa tako 1940. piše o Ivanu Meštroviću čiji su život i rad prikazani u jednom tamošnjem časopisu, a 1940. i rane 1941. o odjecima gostovanja operne dive Zinke Kunc u Južnoj i Sjevernoj Americi. 22. travnja 1939. godine, u Buenos Aires sa sinom Nenadom stiže i Josina supruga Nikica koja ondje preuzima dužnosti učiteljice u jugoslavenskoj školi u četvrti Dock Sud.

## Crveno obzorje
Uz redovite izvještaje iz europskih medija i objave vlade u izgnanstvu koje je Naša sloga prenosila iz europskih medija, Defrančeski se prihvatio i književnog rada, rezultat kojega jest Crveno obzorje iz 1941., zbirka proze od stotinu i trideset stranica koja se sastoji od jedne novele („Crveno obzorje“) i tri kraće pripovijetke („Beskućnici“, „Najmlađi dobrovoljac“ i „Sjećanje“). Radnja novele „Crveno obzorje“ smještena je u ratom zahvaćenu Bosnu, u Mrkonjić Grad i okolicu Banje Luke. pripovijetka „Sjećanje“ govori o pokolju u selu Podhum (rodnom mjestu Defrančeskijeve supruge Nikice,). Podhum na Grobničkom polju u zaleđu Rijeke, u današnjoj Općini Jelenje, 12. srpnja 1942. spalili su talijanski vojnici nakon što su strijeljali zatečene muškarce kao odmazdu za ubojstvo tamošnjih talijanskih učitelja koje su počinili partizani. Oko osam stotina žena, djece i staraca odvedeno je u talijanske logore. Od preko devedeset strijeljanih, osamnaest ih je nosilo Nikičino djevojačko prezime Ban.

## Zagreb u okovima
Tema otpora nacističkoj okupaciji osim u Crvenom obzorju središnja je i u sljedećem kratkom romanu Zagreb u okovima koji je, nakon što je serijaliziran u tjedniku Naša sloga, bio objavljen 1944. u Buenos Airesu, ponovno u Defrančeskijevoj vlastitoj nakladi. Junak priče nezaposleni je činovnik bivše Kraljevine Jugoslavije, Milenko Mužinić koji od ustaških vlasti dobiva direktivu da se „dobrovoljno“ prijavi u vojsku s kojom će biti poslan na istočni front. U nemogućnosti da za sebe i svoju obitelj osigura egzistenciju dostojnu čovjeka, on sprovodi svoj očajnički plan te ubija suprugu i dvoje djece kako bi ih poštedio ratnih stradanja i odmazde ustaških vlasti.

## Veze s Istrom
U Argentini je Defrančeski iznimno angažiran oko položaja Hrvata i Slovenaca u Julijskoj krajini. 1941. član je „Odbora Slovenaca i Hrvata pod Italijom“ (odbor je djelovao u okviru Jugoslavenske narodne obrane). Konkretan politički angažman, Defrančeski pretače i na stranice knjige Venezia Julia: El aigudo problema italoyugoeslavo. Kratka knjižica (72 stranice teksta) nudi pregled događanja vezanih uz položaj Hrvata i Slovenaca u Julijskoj krajini iz razdoblja talijanske fašističke vlasti i Drugog svjetskog rata. Uz nju, Defrančeski je autor i ilustriranog izdanja od 80 stranica Yugoslavia en fotos (Jugoslavija u slikama) koje je uredio i izdao u suradnji s Ivanom (Juanom) Borićem, izdavačem revije Pueblos libres.

## U Argentini nakon Drugog svjetskog rata – Meta poglavnik
Novinar Pero Zlatar u svojoj knjizi Meta poglavnik: živ ili mrtav koja je romansirani opis zbivanja vezanih uz atentat na ustaškog poglavnika Antu Pavelića, u Svesku 2. pod naslovom „Misija Buenos Aires“ spominje stanovitog „slobodnoga novinara Joséa DeFranceschija“. Prema Zlataru, početkom 1957. godine novinaru Joséu DeFranceschiju pristupa Blagoje Jovović koji će 10. travnja iste godine u pokušaju atentata raniti Pavelića. Povod za susret s Defrančeskim je članak koji je on sredinom 1956. godine objavio u La Prensi, jednom od vodećih dnevnih listova Buenos Airesa. U tom članku, navodi Zlatar, Defrančeski je razotkrio ustaške emigrante kao plaćenike Peronova režima. Atentator Jovović očekuje, pripovijeda Zlatar, da upravo Joso Defrančeski bude posrednik između njega i tamošnjeg veleposlanstva Federativne Narodne Republike Jugoslavije. Jovović je, piše Zlatar, o Defrančeskom čuo da je „Hrvat iz Istre i osvjedočeni Jugoslaven, blizak jugoslavenskoj ambasadi, koja diskretno uzdržava njegovo Društvo Jugoslavena u Argentini“.
O daljnjem Defrančeskijevom radu i životu u Argentini ne postoje dodatni (trenutno dostupni) izvori. Prema jedinoj živućoj članici njegove uže obitelji Joso Defrančeski nestao je sredinom 1970-ih, u vrijeme kada se u Argentini odvija ono što je vojna hunta eufemistički zvala Procesom nacionalne reorganizacije, a što je puno poznatije pod nazivom Prljavi rat. Od 1974. pa do 1983. godine pod okriljem vlasti uklanjane su tisuće političkih neistomišljenika. Računa se da je negdje od sedam pa sve do trideset tisuća Argentinaca nestalo u političkim razračunavanjima, od čega se procjenjuje da je za smrt najvećeg broja žrtava, „lijevo orijentiranih aktivista i militanata, sindikalista, studenata, novinara te marksističkih i peronističkih gerilaca“ odgovorna tadašnja argentinska vlast, dok je određeni broj „pripadnika vojske, policije i civila“ stradao u napadima ljevičarskih gerilaca.

## Odabrana bibliografija
- Defrančeski, Joso i Ivan Borić. Yugoslavia en fotos. Buenos Aires: vlastita naklada (?), 1945.
- Defrančeski, Joso. 70 godina dobrovoljne vatrogasne čete u Varaždinu: 1864. – 1934. Varaždin: Dobrovoljna vatrogasna četa, 1934.
- Defrančeski, Joso. C. i kr. ratni logori 1914. – 1918. Osijek: vlastita naklada (Štamparija Antun Rott), 1937.
- Defrančeski, Joso. C. i kr. ratni logori 1914. – 1918.Prošireno izdanje. Ližnjan: Općina Ližnjan, 2015.
- Defrančeski, Joso. Crveno obzorje. Buenos Aires: vlastita naklada, 1942.
- Defrančeski, Joso. Venezia Julia: El aigudo problema italoyugoeslavo. Prijevod na španjolski: Juan Borić. Buenos Aires: vlastita naklada (?), 1945.
- Defrančeski, Joso. Zagreb u okovima. Buenos Aires: vlastita naklada, 1944.[11]

## Dodatni izvori
- „Iz sokolske župe – Novo Mesto.“ Sokolski list. Ljubljana: 01.02.1928. God. X. Br. 3. Str. 17.
- „Knjiga o vojnih taboriščih v letih 1914 do 1918.“ Jutro. Ljubljana: 17.07.1937. God. XVIII. Br. 164. Str. 7.
- „Novosti (Zagreb).“ Wikipedija:slobodna enciklopedija. 02.04.2015. <http://hr.wikipedia.org/wiki/Novosti_(Zagreb) >.
- „Pretresljiva povest Hrvata, ki je pobegnil iz Pavelićeve „države.“ Enakopravnost/Equality, neodvisen dnevnik za slovenske delavce v Ameriki. Cleveland: 5.11.1941. God. XXIV. Br. 261. Str. 3.
- „Župa Novo Mesto.“ Sokolski list. Ljubljana: 15.02.1929. God. XI. Br. 4. Str. 6.
- Defrančeski, Joso. „Naša prva emigracija.“ Istra. Zagreb: 5/1933. 14/16. Str. 13.
- Sinovčić, Marko. „Hrvati u Argentini i njihov doprinos hrvatskoj kulturi.“ Estudios migratorios croatas. 02.04.2015. <http://migracioncroata.blogspot.com/2015/02/009-marko-sinovcic-hrvati-u-argentini-i.html>.
- materijali iz Arhiva Jugoslavije, Fond 385 – Poslanstvo Kraljevine Jugoslavije u Argentini – Buenos Ajres. Broj jedinice opisa 72 (Defrančeski, Joso) i 26 (Defrančeski, Nikica). Tip indeksa: A.
- „Defrančeski Nikica – dodeljena na rad Kraljevskom poslanstvu.“ 04.03.1939.
- „Ministarstvu inostranih poslova – Političkom odeljenju.“ (od Izidora Cankara, poslanika KJ u Argentini), 02.02.1940.
- „Ministarstvu unutrašnjih poslova: Odelenju za Državnu Zaštitu I.“ (u prilogu i izvod iz popisa članova Jugoslovenskog novinarskog udruženja. Sekcija Zagreb), 30.07.1932.
- „Nikica Defrančeski, učiteljica Jugoslovenske škole u Buenos Airesu podnosi izvještaj o putovanju, dolasku u Buenos Aires, preuzimanju škole i početku rada u istoj.“ (od Nikice Defrančeski), bez nadnevka.
- „Poslanstvu Kr. Jugoslavije – Opunomoćenom Ministru g. dru Izidoru Cankaru.“ (od Jose Defrančeskog), 25.07.1938.
- „Poslanstvu Kr. Jugoslavije, Buenos Aires.“ (od Jose Defrančeskog), 02.08.1941.
- „Poslanstvu Kraljevine Jugoslavije.“ (od Središnjeg odbora Jugoslavenske narodne obrane), 03.10.1941. (u prilogu i dopis istog Odbora Josi Defrančeskom s istim nadnevkom)
- „Pretsjedništvu Kr. Vlade – Direkciji za Informativnu službu, London.“ (od Jose Defrančeskog), 09.12.1944.